# Corey Dolgon

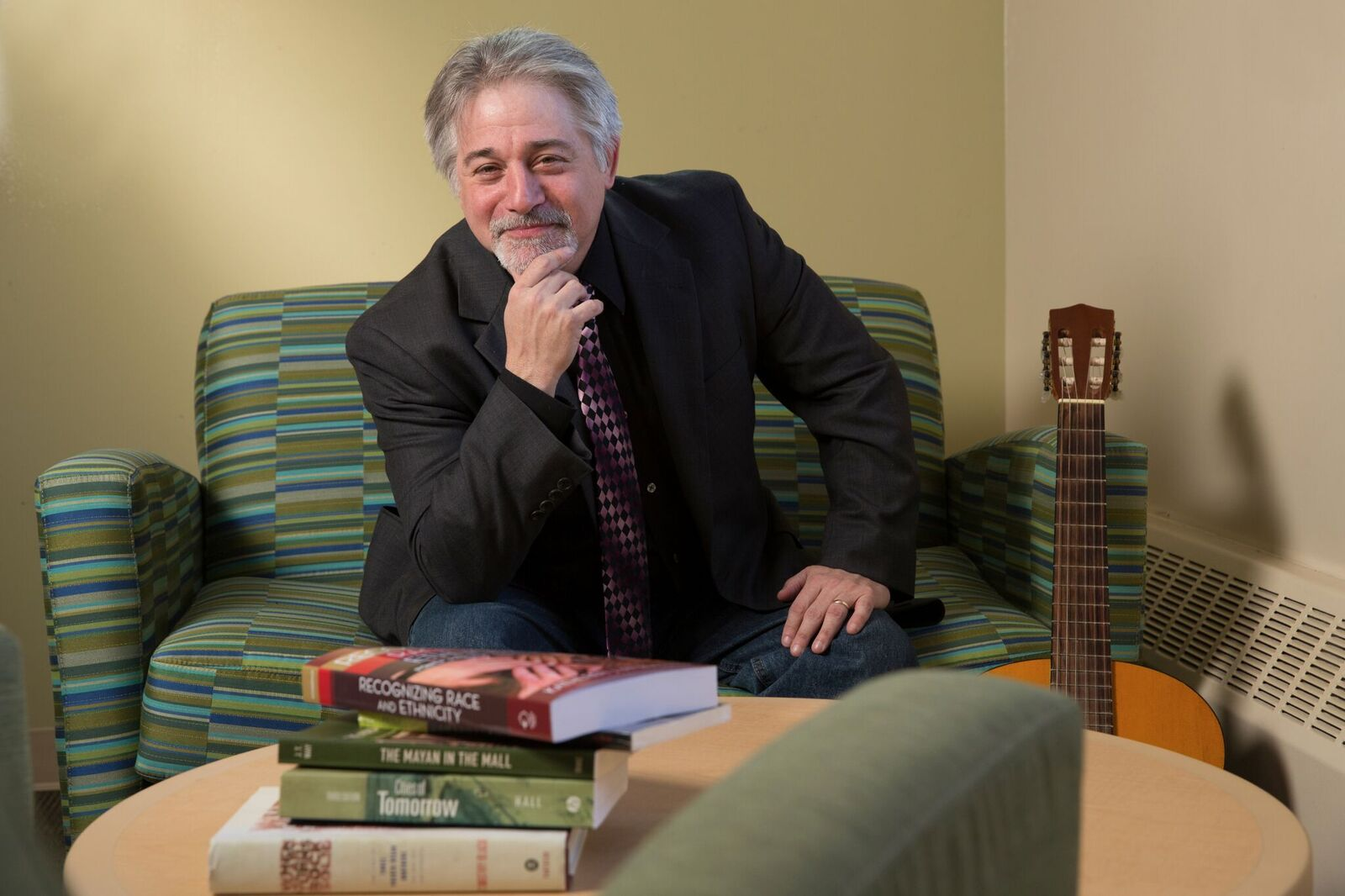
Corey Dolgon

Corey Dolgon (* 1961)  ist ein US-amerikanischer Soziologe, der als Professor an Stonehill Collge forscht und lehrt. Er amtierte 2020/21 als Präsident der Society for the Study of Social Problems.
Dolgon machte seinen Bachelor-Abschluss (Englisch und Soziologie) an der Boston University, das Master-Examen (American Studies) an der Baylor University und wurde an der University of Michigan zum Ph.D. promoviert (American Culture). Als Fulbright-Stipendiat lehrte und forschte er an der Universität Salzburg.
Dolgon hat in den USA und anderen Staaten mehr als 50 „singende Vorträge“ über die Rolle von Volksliedern in der Arbeiterbewegung und anderen sozialen Bewegungen gehalten. Er ist Preisträger des Marxist Sociology Section’s Praxis Award der American Sociological Association.

## Schriften (Auswahl)
- Mit Chris Barker: Social problems. A service learning approach. Sage/Pine Forge, Los Angeles/London 2011, ISBN 9780761929475.
- The end of the Hamptons. Scenes from the class struggle in America's paradise. New York University Press, New York 2005, ISBN 0814719589.